# Calodiplosis parinarii
Calodiplosis parinarii är en tvåvingeart som beskrevs av Tavares 1908. Calodiplosis parinarii ingår i släktet Calodiplosis och familjen gallmyggor.
Artens utbredningsområde är Moçambique. Inga underarter finns listade i Catalogue of Life.